# Ханс Гилдемайстер
Ханс Гилдемайстер Бонер (на испански: Hans Gildemeister Bohner) е чилийски тенисист с германски произход.

## Биография
Ханс Гилдемайстер Бонер (роден Хуан Педро Гилдемайстер Бонер) е роден на 9 февруари 1956 г. в Лима, Перу, от родители германци. Премества се в Чили на двегодишна възраст. Баща му Бенито е собственик на печатница, а майка му Елена е учителка по немски език. Той има четирима братя и сестри. Става натурализиран чилиец по пребиваване през 1978 г.
Гилдемайстер  живее в Тампа, Флорида, САЩ.

## Кариера
Ханс Гилдемайстер печели четири титли на сингъл и 23 на двойки по време на професионалната си кариера. Достига най-високо класиране на сингъл в ранглистата на ATP, като номер 12 в света, на 22 февруари 1980 г.

## Кариерна статистика

#### Финали на двойки отГолям шлем(1)
| година | турнир      | партньор    | съперник                   | резултат                        |
| ------ | ----------- | ----------- | -------------------------- | ------------------------------- |
| 1982   | Ролан Гарос | Белус Пражу | Шерууд Стюарт Ферди Тайган | 5 – 7, 3 – 6, 1 – 1 отказват се |

### Финали на сингъл (4 титли; 6 финала)
|        | П–З | Година | Турнир          | Клас     | Настилка | Опонент         | Резултат      |
| ------ | --- | ------ | --------------- | -------- | -------- | --------------- | ------------- |
| Загуба | 0–1 | 1979   | Ю Ес Про        | Гран При | Клей     | Хосе Луис Клерк | 6–0, 2–6, 2–6 |
| Победа | 1–1 | 1979   | Барселона Оупън | Гран При | Клей     | Еди Дибс        | 6–4, 6–3, 6–1 |
| Победа | 2–1 | 1979   | Чили Оупън      | Гран При | Клей     | Хосе Игерас     | 7–5, 5–7, 6–4 |
| Загуба | 2–2 | 1981   | Ю Ес Про        | Гран При | Клей     | Хосе Игерас     | 3–6, 1–6      |
| Победа | 3–2 | 1981   | Чили Оупън      | Гран При | Клей     | Андрес Гомес    | 6–4, 7–5      |
| Победа | 4–2 | 1981   | ATP Бордо       | Гран При | Клей     | Пабло Арая      | 7–5, 6–1      |